# Aspidonitys similis
Aspidonitys similis är en insektsart som beskrevs av Schmidt 1924. Aspidonitys similis ingår i släktet Aspidonitys och familjen Eurybrachidae. Inga underarter finns listade i Catalogue of Life.